# Bus EVE
 (février 2021).
Si vous disposez d'ouvrages ou d'articles de référence ou si vous connaissez des sites web de qualité traitant du thème abordé ici, merci de compléter l'article en donnant les références utiles à sa vérifiabilité et en les liant à la section « Notes et références ».
Le projet de création de la ligne de Bus EVE, sigle signifiant Esbly-Val d’Europe, consiste à créer une nouvelle ligne de bus à haut niveau de service en site propre, qui reliera la gare d'Esbly à l'hôpital Intercommunal de Marne-la-Vallée en passant par les gares de Marne-la-Vallée - Chessy Sud et du Val d’Europe à l'horizon 2027.
Les principaux objectifs sont d'accompagner la l'importante dynamique du Val d'Europe et de faciliter les rabattements vers les réseaux ferrés, grâce à son infrastructure structurante reliant les nouveaux quartiers et desservant les grands équipements locaux.
Tous les aménagements prévus respecteront les normes d’accessibilité aux personnes à mobilité réduite, et les bus articulés à haut niveau de service offriront à tous un transport en commun rapide, fiable et régulier.

## Description du projet

### Objectifs principaux
Le projet se concentre sur cinq objectifs principaux qui visent à :
- accompagner le développement urbain du territoire ;
- offrir un service de transport à haut niveau de service entre le bassin de vie de Meaux et le secteur IV de la ville nouvelle de Marne-la-Vallée ;
- assurer un maillage de qualité avec le réseau de transport structurant en permettant une liaison efficace avec les gares d’Esbly (ligne P), de Marne-la-Vallée – Chessy (ligne A et pôle SNCF) et du Val d’Europe (ligne A) ;
- desservir les équipements majeurs du territoire et les secteurs d’emplois du Val d’Europe (Hôpital intercommunal de Marne-la-Vallée, centre commercial du Val d’Europe, le complexe Disneyland Paris, le cimetière d’Esbly, le collège Louis Braille et son gymnase, mais aussi dans le futur le centre des congrès, les nombreuses écoles, le pôles universitaires et le centre des congrès ;
- créer un service de transport rapide et fiable, accessible à l’ensemble de la population.

### Développement du territoire
Le territoire connait de profondes mutations avec de nombreux projets d’aménagement urbain tels que la ZAC de Coupvray, la ZAC des 3 Ormes, la ZAC des Épinettes, l'extension du parc Walt Disney Studios, la ZAC des Congrès, l’écoquartier de Montévrain, la ZAC des Grassets, la ZAC du Pré au Chêne. À différents stades d’avancement (livrés, en travaux, en étude), ils formeront à terme de nouveaux quartiers de ville mêlant habitations, emplois et équipements.
Le projet de la ligne de Bus EVE anticipe les besoins de déplacements de tous ces futurs habitants et usagers. Essentiel, il leur offrira un service de transport en commun performant, fiable et adapté aux besoins futurs. On estime une augmentation de 20 000 emplois et de 23 700 habitants entre 2025 et 2035. Au total, 11 200 voyageurs attendus par jour sont attendus lors de la mise en service de la ligne.

### Aménagements

#### Voies de circulation
La ligne de Bus EVE bénéficiera d’un haut niveau de service pour favoriser le report modal et circulera en site propre, c'est-à-dire qu'elle circulera sur une voie dédiée dans chaque sens et sera prioritaire aux carrefours. Les carrefours seront entièrement réaménagés et sécurisés pour la traversée de tous les modes. Libéré des aléas de la circulation routière, le bus garantiront des temps de parcours fiables et rapides aux voyageurs.
Le projet pourra profiter aux autres lignes de bus du secteur qui pourront emprunter, sur certains tronçons, les nouvelles voies dédiées aux bus.

#### Stations
Le nombre limité des stations et leurs emplacements sont pensés pour optimiser la vitesse du bus tout en garantissant la desserte des quartiers et équipements majeurs du territoire. Au total, 12 stations espacées de 700m en moyenne, seront aménagées au plus près des équipements générateurs de déplacements, existants ou futurs, tels que l’hôpital intercommunal de Marne-la-Vallée, le centre commercial de Val d’Europe, l’université de Montévrain, le centre de congrès de Chessy, le complexe Disneyland Paris ou encore le collège Louis Braille.
Aménagées en vis-à-vis sur tout le long du tracé, les stations de la ligne de Bus EVE seront facilement repérables, accessibles à tous et confortables. La majorité d’entre elles permettront d’accueillir simultanément deux véhicules. Elles seront toutes dotées de nombreux équipements (abri, assises, information voyageurs en temps réel…) dont des stationnements pour les vélos (arceaux abrités et consignes vélos sécurisées).

#### Aménagements cyclables
Les aménagements donneront à chaque usager sa place dans l’espace public, en favorisant en particulier les modes doux. Un itinéraire cyclable sécurisé sera aménagé tout le long du tracé ou à proximité immédiate au niveau du Pont Morris.
- Un minimum de 400 places de stationnements vélos, dont 60% en consignes (avec recharge électrique) seront prévus à proximité immédiate des stations.
- Aux stations terminus : une consigne vélos sécurisée de 60 places et un minimum de 20 arceaux vélos sous abris ;
- Au niveau de la station « Gare de Marne-la-Vallée Chessy Sud » en correspondance avec le pôle d’échanges de Marne-la-Vallée – Chessy : une consigne vélos sécurisée de 120 places, en plus des arceaux vélos déjà mis en œuvre dans le cadre du développement de la gare routière Sud ;
- Au niveau des autres stations : un minimum de 12 places, dont au moins 6 arceaux abrités

### Offre de service

#### Matériel
La nouvelle ligne sera équipée d’un parc de 14 véhicules articulés de 18 mètres et à motorisation propre. Ils fonctionneront au biométhane, limitant ainsi l’émission de gaz à effet de serre et des polluants nocifs pour la santé humaine. Tous les bus et les stations seront accessibles aux personnes à mobilité réduite. Pour assurer leur maintenance, nettoyage et stationnement, le centre opérationnel bus de Bailly-Romainvilliers a été retenu. Permettant aujourd’hui d’accueillir une centaine de bus standards et articulés, il fait l’objet d’un projet de transition énergétique et d’extension pour accueillir des bus à motorisation GNV. Une attention particulière sera portée à la qualité de l’insertion architecturale et paysagère des bâtiments et surfaces, avec le futur projet urbain de la Zone de la Motte.

#### Amplitude horaire
La ligne de Bus EVE permettra de rejoindre en moins de 30 minutes les terminus, de la gare d'Esbly à l'hôpital intercommunal de Marne-la-Vallée, grâce à une vitesse commerciale moyenne 23 km/h. Le passage des bus s'effectuera toutes les cinq minutes aux heures de pointe. De plus, la ligne offrira une amplitude horaire large de 5 h 30 le matin à 0 h 30 le soir, et fonctionnera tous les jours de l'année, notamment afin d'accompagner les horaires décalés des habitants travaillant au sein de l'hôpital et du complexe Disneyland Paris.

## Tracé de la ligne

Plan de la ligne.

### En général
La nouvelle ligne de bus EVE à haut niveau de service desservira 12 stations sur les communes d’Esbly, Coupvray, Chessy, Montry, Magny-le-Hongre, Montévrain, Serris et Jossigny. Elle s’accompagnera de nombreux aménagements pour donner à chacun sa place dans l’espace public (usagers des transports en commun, cyclistes, piétons, automobilistes) :
- Les voies continues dédiées aux bus permettront de s’affranchir des aléas de la circulation. Leur position au centre de la voirie sur la majorité du tracé (insertion axiale) permettra de maintenir les accès riverains, les accès aux voiries adjacentes et le stationnement. La capacité routière des voiries existantes sera aussi maintenue dans le cadre du projet ;
- Les carrefours seront réaménagés pour garantir la traversée sécurisée de tous les usagers (bus, vélo, piétons, voitures…) et pour fluidifier la circulation du bus. Par un système de détection en amont du carrefour, la ligne de bus EVE, prioritaire, déclenchera le passage au feu vert. Il garantira ainsi une vitesse commerciale élevée et un service régulier ;
- Des aménagements seront conçus pour faciliter les modes doux. Des itinéraires cyclables continus seront réalisés tout au long du tracé.
- Plusieurs ouvrages d’art seront réalisés, permettant notamment le franchissement de la ligne A du RER (à deux reprises), de la Marina Disney, du Boulevard du Parc, de la ligne de tram-train Crécy la Chapelle, du canal de Meaux à Chalifert et de la RD5 à Esbly.

|  |   |  | Station                                  | Zone | Commune         | Correspondances       |
|  | - |  | ---------------------------------------- | ---- | --------------- | --------------------- |
|  | ■ |  | Gare d'Esbly                             | 5    | Esbly           | existant : envisagé : |
|  | • |  | Collège Louis Braille                    | 5    | Esbly           |                       |
|  | • |  | Les Champs Forts                         | 5    | Esbly           |                       |
|  | • |  | Cent Arpents                             | 5    | Coupvray        |                       |
|  | • |  | Trois Ormes                              | 5    | Coupvray        |                       |
|  | • |  | Hôtels du Val de France                  | 5    | Magny-le-Hongre |                       |
|  | • |  | René Goscinny                            | 5    | Coupvray        |                       |
|  | • |  | Gare de Marne-la-Vallée - Chessy Sud     | 5    | Chessy          | TGV, Eurostar, Ouigo  |
|  | • |  | Campus                                   | 5    | Chessy          |                       |
|  | • |  | Ariane                                   | 5    | Chessy          |                       |
|  | • |  | Val d'Europe                             | 5    | Serris          | (RER) · (A)           |
|  | ■ |  | Hôpital intercommunal de Marne-la-Vallée | 5    | Jossigny        |                       |

(Les stations en gras servent de départ ou de terminus à certaines missions ; les noms ne sont pas définitifs)
Le projet a la particularité de s’inscrire au sein du projet de doublement de la voirie primaire porté par l’EPA France : 2×2 voies à terme sur l’avenue Hergé (horizon 2021-2022), Schuman (Horizon 2023) et la RD5d (horizon 2024). L’espace nécessaire aux voies dédiées aux bus, au centre de la voirie, est bien prévu dans le cadre du projet de l’EPA France. Un important travail partenarial a été mené et va se poursuivre avec l’EPA France pour assurer une continuité homogène et qualitative des aménagements et pour la coordination des travaux sur ce périmètre.
Les aménagements du tracés sont répartis en quatre secteurs.

### Val d'Europe
Dans le secteur du centre urbain du Val d’Europe, la ligne de Bus EVE circulera sur le cours de la Gondoire, tournera dans un premier carrefour (T9) vers le boulevard circulaire (RD344), franchira un pont surmontant les voies du RER A, puis tournera en amont d’un second carrefour (C0) vers l’avenue Hergé.
Deux stations seront implantées sur le cours de la Gondoire sur cette séquence longue d’environ 1 km :
- Le terminus Hôpital intercommunal de Marne-la-Vallée, à proximité immédiate de l’entrée de l’hôpital ;
- La station Val d’Europe qui desservira le centre urbain, la future Université de Montévrain et le centre-commercial Val d’Europe. Cette station permettra également de rejoindre la gare du Val d’Europe (RER A et gare routière) ainsi que la nouvelle gare routière de Montévrain (projet).

Cette séquence nécessitera la reprise de l’ouvrage d’art permettant le franchissement du RER A et la modification du carrefour C0 (Boulevard circulaire/Avenue Hergé et Europe), pour garantir l’insertion des voies dédiées au Bus, une meilleure lisibilité pour le cheminement des modes actifs, tout en limitant les impacts sur les automobiles.
Une piste cyclable bidirectionnelle sera aménagée sur les deux rives du Cours de la Gondoire, puis sur la rive nord du boulevard circulaire et continuera sur la rive Ouest sur l’avenue Hergé. Des stationnements vélos (consignes sécurisées et arceaux) seront positionnés à proximité immédiate des stations.

### Intraring
À l’intérieur du boulevard circulaire (RD344), dans le secteur « Intraring », la ligne de Bus EVE circulera sur l’avenue Hergé, la rue Morris et son prolongement. Il franchira les voies ferroviaires sur le pont Morris vers la gare routière de Chessy Sud puis continuera dans l’avenue Séramy. Il tournera ensuite en amont d’un premier carrefour (K0, actuellement rond-point Simone Veil) pour rejoindre l’avenue Schuman et franchira sur cette même avenue deux nouveaux ponts et un second carrefour (G).
Quatre stations seront implantées sur cette séquence d’environ 3,9 km :
- La station « Ariane », sur l’avenue Hergé, au niveau de la rue d’Ariane, desservira la ZAC des Studios et des Congrès, la ZAC du Centre Urbain du Val d’Europe, et permettra de rejoindre la gare Val d’Europe (RER A et gare routière) à environ 280m.
- La station « Campus » permettant la desserte de la ZAC des Studios et des Congrès et de la ZAC du Centre Urbain du Val d’Europe – notamment du futur Campus côté Nord-Est de l’avenue Hergé
- La station « Gare de Marne-la-Vallée-Chessy Sud » au sein de la gare routière sud de Marne-la-Vallée Chessy (correspondance avec le RER A et la gare SNCF)
- La station « René Goscinny » située au Nord du carrefour avec l’avenue René Goscinny / Jules Verne. Cette station permettra notamment de faciliter les correspondances avec les lignes de bus desservant la gare routière de Chessy Nord.

Cette séquence prévoit le réaménagement des carrefours giratoires en carrefours en croix (K0, H1 et G) pour faciliter la traversée du Bus et garantir une meilleure lisibilité pour le cheminement des modes actifs, tout en limitant les impacts sur les automobiles.
En lien avec le développement de la voirie primaire portée par l’EPA une piste cyclable bidirectionnelle continue est prévue sur la rive Ouest des avenues Hergé et Schuman. Une piste cyclable unidirectionnelle et bilatérale est également envisagée sur l’avenue Séramy.
La continuité cyclable entre l’avenue Hergé et la gare de Chessy pourra s’effectuer par la nouvelle rue de la Planchette. Les aménagements cyclables sur ce tronçon seront définis en dehors du projet, dans le cadre de l’étude de programmation en cours par l’EPA France. En effet, la rue Morris est interdite à la circulation générale pour des raisons de sécurité, leur vocation étant dédiée à la circulation logistique et au passage des bus.
Des stationnements vélos (consignes sécurisées et arceaux) seront positionnés à proximité immédiate des stations.

### RD5d
La ligne de Bus EVE empruntera la RD5d entre le boulevard circulaire (RD344) et la rue de Montry à Coupvray.
3 stations* sont proposées sur cette séquence d’environ 1,2 km :
- La station Hôtels du Val de France à proximité du secteur hôtelier existant et qui sera amené également à se développer dans le futur ;
- La station Trois Ormes au Sud de la RD934, à proximité d’une future centralité commerciale de la ZAC des Trois Ormes et de l’axe piétonnier de traversée de la RD5d prévu dans le cadre de l’aménagement de cette ZAC.
- La station Cent Arpents au Nord de la RD934, à proximité d’une future centralité commerciale de la ZAC de Coupvray, ainsi que d’une polarité d’équipements existante ou projetée du secteur (éventuel futur collège – ZAC de Coupvray, gymnase, groupe scolaire, Parc du Château, …).

Cette séquence nécessitera la reconfiguration de trois carrefours :
- G2 et Q, pour garantir l’insertion des voies dédiées au Bus, une meilleure lisibilité pour le cheminement des modes actifs, tout en limitant les impacts sur les automobiles.

Le carrefour avec la rue de Montry pour permettre le basculement de l’insertion des voies dédiées aux bus. La ligne de Bus EVE basculera d’une insertion au centre de la voirie sur la RD5d à une insertion latérale, côté Ouest vers Esbly, en amont du carrefour avec la rue de Montry.
Une piste cyclable bidirectionnelle sur trottoir sera aménagée sur la rive Ouest de la RD5d.
Des stationnements vélos (consignes sécurisées et arceaux) seront positionnés à proximité immédiate des stations.

### Esbly-Coupvray
Dans le secteur des communes d'Esbly et de Coupvray, la ligne de Bus EVE circulera le long de la RD5d, puis en dehors de voiries existantes au travers du champ dit des Vignes Rouges, desservira le collège Louis Braille avant de rejoindre son terminus, la gare d’Esbly.
3 stations seront implantées sur cette séquence, d’environ 2,1 km :
- La station Les Champs Forts côté Ouest de la RD5d, en face du secteur résidentiel éponyme, sur la commune d’Esbly. –
- La station Collège Louis Braille au niveau du parking du collège Louis Braille, à proximité de l’ancienne gare SNCF des Champs Forts de la ligne Esbly-Crécy-la-Chapelle.
- La station Gare d’Esbly, terminus Nord de la ligne de bus en site propre Esbly-Val d’Europe, au sein de la future gare routière Sud du pôle de la gare d’Esbly. Cette station permettra la correspondance avec la ligne P du Transilien (lignes Paris-Meaux et Esbly – Crécy-la-Chapelle), ainsi que l’ensemble des lignes de bus desservant les gares routières du pôle.

L’arrivée de la ligne de bus EVE s’accompagnera d’une redéfinition des espaces extérieurs et intérieurs de l’enceinte du collège Louis Braille afin de sécuriser toutes les flux (piétons, PMR, vélos, voitures, bus), de garantir de bonnes conditions d’accès des bus aux voies dédiées et d’améliorer toutes les fonctionnalités (desserte des cars scolaires, stationnement du personnel, dépose-minute, station du bus EVE, autres lignes de bus….).
Le projet nécessite la réalisation d’ouvrage d’art permettant le franchissement de la RD5, du Canal de Meaux à Chalifert et de la ligne de tram train Esbly – Crécy la Chapelle.
Les voies dédiées aux bus, les stations et les aménagements dédiés aux modes actifs (piétons, vélos) seront créés hors voirie existante et le long des infrastructures ferroviaires.
- Une piste cyclable bidirectionnelle et un trottoir de 2m pour les piétons seront aménagés sur la rive Ouest de la RD5d, le long de la haie naturelle bordant le champ, dans la continuité des aménagements proposés sur le boulevard Schuman et la RD5d.
- Au-delà de la station Les Champs Forts, en direction du secteur du champ dit des Vignes Rouges vers la gare d’Esbly, une voie verte (piétons/cycles) de 5 m de large sera aménagée du même côté.

Des stationnements vélos (consignes sécurisées et arceaux) seront positionnés à proximité immédiate des stations.

## Ancien projet: RER A à Meaux
Le projet de création de cette nouvelle ligne de bus en site propre remplace l'ancien projet visant à prolonger la branche A4 du RER A de la gare de Marne-la-Vallée - Chessy à celle de Meaux, via la gare d'Esbly. Cet ancien projet étant jugé trop complexe et trop couteux à réaliser, associé a des prévisions de fréquentation plutôt faibles.[réf. nécessaire].

## Autres caractéristiques

### Centre de maintenance
Le centre de maintenance est celui de Transdev Marne-la-Vallée à Bailly-Romainvilliers. Cela laisse à penser que l'exploitant, désigné après appel d'offres, sera Transdev et que la nouvelle ligne de Bus EVE intègrera le réseau de bus de Marne-la-Vallée.

### Coût du projet
Aux conditions économiques de janvier 2020, le coût de l'infrastructure est estimé à 124 Millions d'euros, financé par
- l'État français à hauteur de 21%. En participant au financement du projet de la ligne de Bus EVE, l’Etat s’engage à répondre aux enjeux de déplacement et aux attentes des franciliens. Il poursuit son objectif : moderniser et développer des lignes de transports plus performantes et accessibles à tous, permettant d’avancer plus vite vers une ville durable et un mode de vie plus apaisé, et ainsi, de renforcer l’attractivité de la région Île-de-France ;
- la région Île-de-France à hauteur de 49%. La Région Île-de-France est le premier financeur du développement des transports en Île-de-France. Sa priorité : développer les liaisons de banlieue à banlieue pour améliorer concrètement la mobilité de tous les Franciliens. La Région participe au financement des études et de l’infrastructure de la ligne de Bus EVE ;
- le département de Seine-et-Marne à hauteur 30%. Le département de Seine-et-Marne agit pour faciliter les déplacements des Seine-et-Marnais en transports en commun que ce soit pour se rendre au travail, à l’école, sur un lieu de loisirs ou pour accéder aux services de proximité. Dans le cadre du projet de la ligne de Bus EVE, le Département participe au financement des études et de l’infrastructure.

Ces trois acteurs financent aussi les études préliminaires du projet jusqu'à l'enquête publique. De plus, l'on retrouve de nombreux autres acteurs :
- Le matériel roulant est estimé à 6,7 Millions d'euros, financé par l'autorité organisatrice des mobilités dans la région Île-de-France Mobilités, ainsi que l'exploitation et la maitrise d'ouvrage de l'opération. Île-de-France Mobilités imagine, organise et finance les transports publics pour tous les Franciliens. Au cœur du réseau de transports d’Île-de-France, IDFM fédère tous les acteurs (voyageurs, élus, constructeurs, transporteurs, gestionnaires d’infrastructures), décide et pilote les projets de développement et de modernisation de tous les transports, investit et innove pour améliorer le service rendu aux voyageurs. Dans le cadre du projet de la ligne de Bus EVE, en tant que pilote de l’ensemble du projet, IDFM veille au respect du programme, du calendrier et des coûts. Elle a conduit la concertation préalable et elle finance enfin la totalité du matériel roulant ainsi que le coût d’exploitation ;
- Val d'Europe Agglomération qui regroupe toutes les communes desservies par la ligne de Bus EVE à savoir Bailly-Romainvilliers, Chessy, Coupvray, Magny-le-Hongre et Serris, rejointes en janvier 2018 par les communes de Villeneuve le Comte et Villeneuve Saint-Denis et depuis janvier 2020 par Esbly, Montry et Saint-Germain-sur-Morin. Créé pour accompagner le développement du territoire : construction et gestion des infrastructures, des équipements scolaires publics, élaboration des plans d’urbanisme, accueil des populations nouvelles…Val d’Europe Agglomération participe au financement des études et de l’infrastructure ;
- D'autres partenaires qui élaborent en collaboration avec l'ensemble des communes, collectivités et partenaires concernés, afin d’adapter le projet aux spécificités du territoire, notamment : les communes d'Esbly, Coupvray, Montry, Magny-le-Hongre, Chessy, Serris, Montévrain, Jossigny, et Bailly-Romainvilliers, les communautés d’agglomération Val d’Europe Agglomération et Marne et Gondoire, les établissements publics d'aménagement de Marne-la-Vallée EPAMarne-EPAFrance, le Syndicat Intercommunal des Transports, le collège Louis Braille d’Esbly, Grand Hôpital de l'Est Francilien, la coopérative agricole VALFRANCE, la société Euro Disney, SNCF-Réseau, Voies Navigables de France et Ports de Paris.

### Calendrier du projet
Amorcé en 2015, les nombreuses années passées ont permis d'établir les fondements de ce projet :
- 2014 à 2015 : Études préalables ;
- Février 2015 : Approbation du Dossier d’Objectifs et de Caractéristiques principales (DOCP) ;
- 11 mai au 26 juin 2015 : Concertation préalable ;
- 7 octobre 2015 : Approbation du bilan de la Concertation ;
- 2017-2021 : Études préliminaires.

Après de nombreuses années sans avancements concrets, le projet est rafraichis et refait surface en 2021 avec :
- 11 février 2021 : Approbation du Schéma de Principe (SDP) et du Dossier d’Enquête d’Utilité Publique (DEUP) ;
- Deuxième semestre 2021 : Enquête d’utilité publique, déclaration d’utilité publique, enquête parcellaire, études détaillées ;
- Horizon 2026-2027 : Travaux ;
- 2027 : Mise en service[N 1].

## Identité de la ligne
À la suite d'un rafraichissement du projet en 2021, l'identité de la ligne est modifiée en reprenant les codes de la nouvelle charte graphique d'Île-de-France Mobilités.

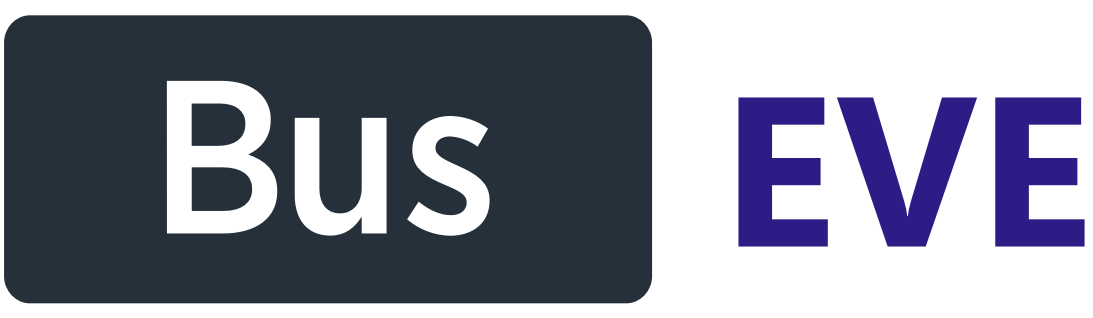
Ancienne version de l'identité de la ligne.
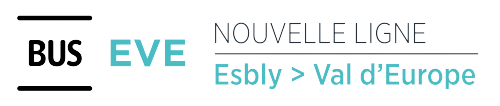
Nouvelle identité de la ligne de puis le 11 février 2021.